# Il sentiero (film)
Il sentiero (Na putu) è un film del 2010 diretto da Jasmila Žbanić.

## Trama
Sarajevo. Luna e Amar sono una coppia in crisi perché non riescono ad avere un figlio. I due sono anche disposti a ricorrere all'inseminazione artificiale. Lei fa la hostess mentre il suo compagno è, o meglio era, un controllore di volo. Lui è stato licenziato dopo essere stato sorpreso a bere alcolici in servizio. Per caso incontra un ex commilitone, divenuto musulmano integralista, che gli offre un lavoro come insegnante di computer in una comunità musulmana che vive isolata dalla città. Quando Luna va a trovare Amar lo trova molto cambiato, quasi rinnovato dal contatto con la comunità e la religione. Da quel momento i percorsi di Amar e Luna iniziano a dividersi.

## Riconoscimenti
- 2010 - European Film Awards
  - Candidatura per la miglior attrice europea a Zrinka Cvitešić
- 2010 - Festival di Berlino[1]
  - Candidatura per l'Orso d'oro